# Стокгольмський університет
Стокгольмський університет (швед. Stockholms universitet) — державний університет у Стокгольмі, Швеція. У виші навчаються понад 50 000 студентів на чотирьох факультетах, що робить його найбільшим університетом на Скандинавському півострові. Також часто потрапляє до списку 100 найкращих університетів світу. Отримав статус університету в 1960 році, є четвертим за віком університетом Швеції.

## Розташування

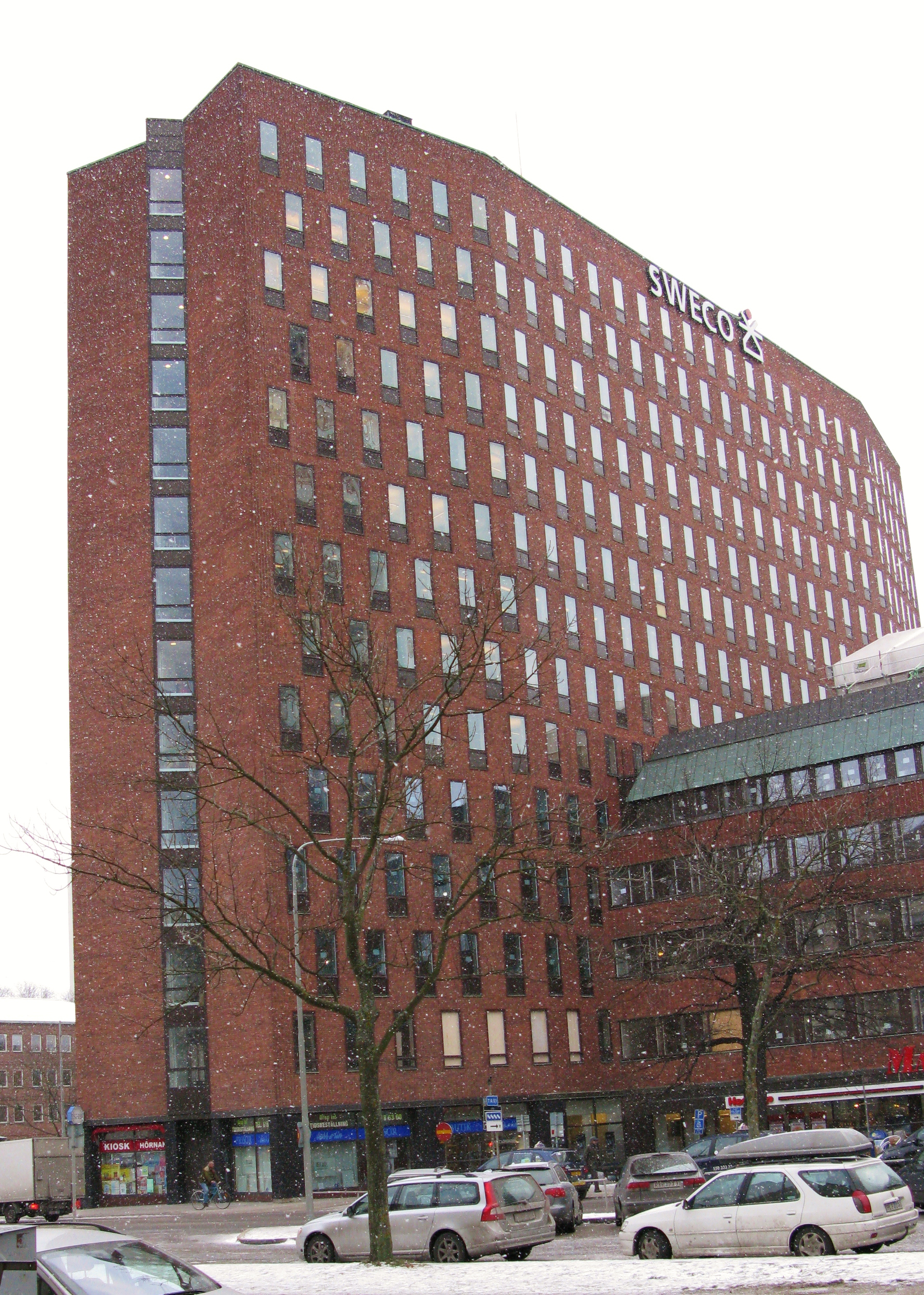
Університетський коледж у столиці. Фото 2012 року.

Університет розташований на околиці столиці Швеції, у тій її частині, яку за старою традицією називають «місто посеред митниць». Це не що інше, як парк або зелена зона з назвою Фрескаті. У комплексі університетських споруд головують п'ять корпусів.
Найбільшою аудиторією університету є Велика зала (Aula Magna).

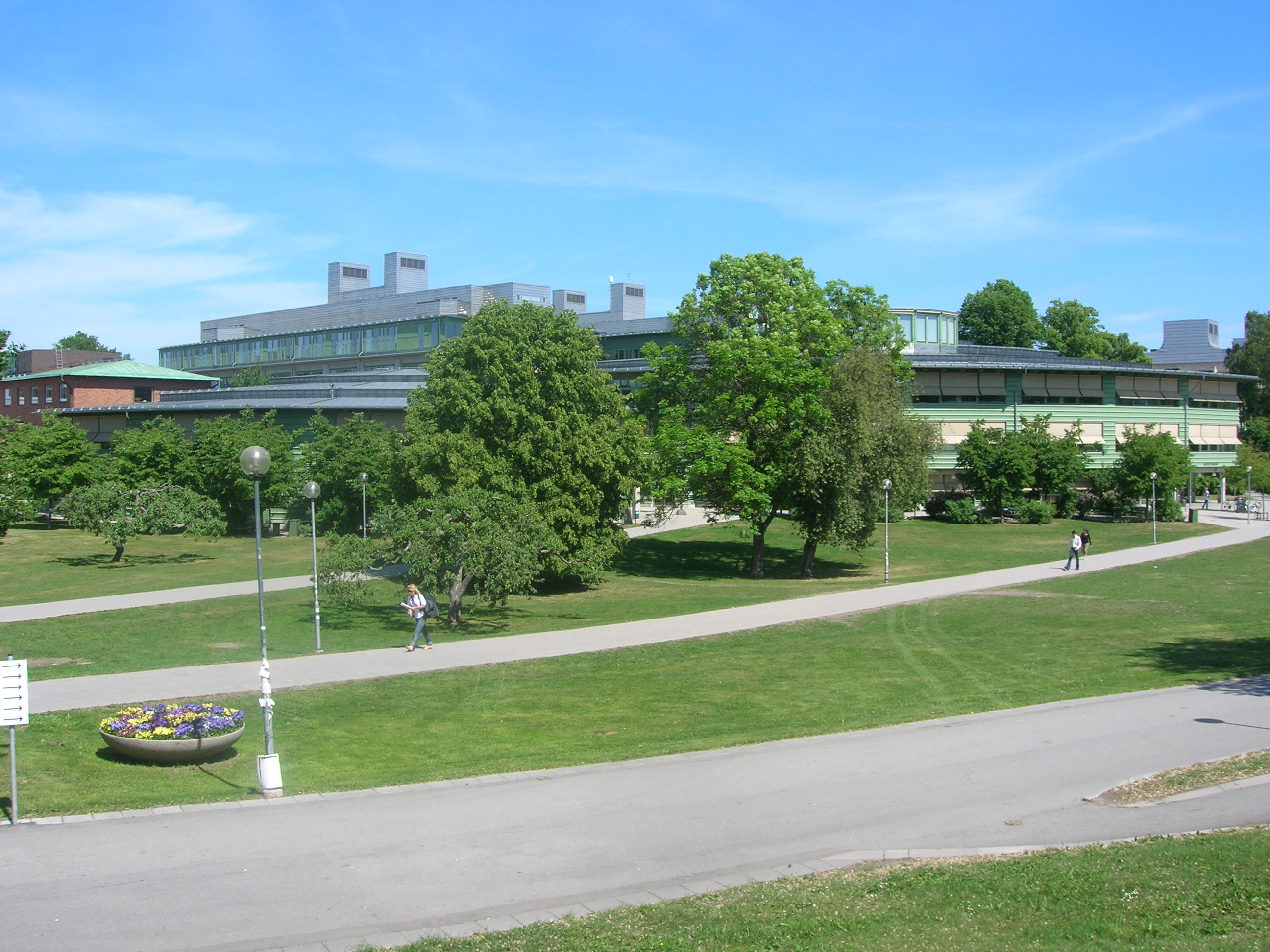
Загальний вигляд Стокгольмського університету, 2006.
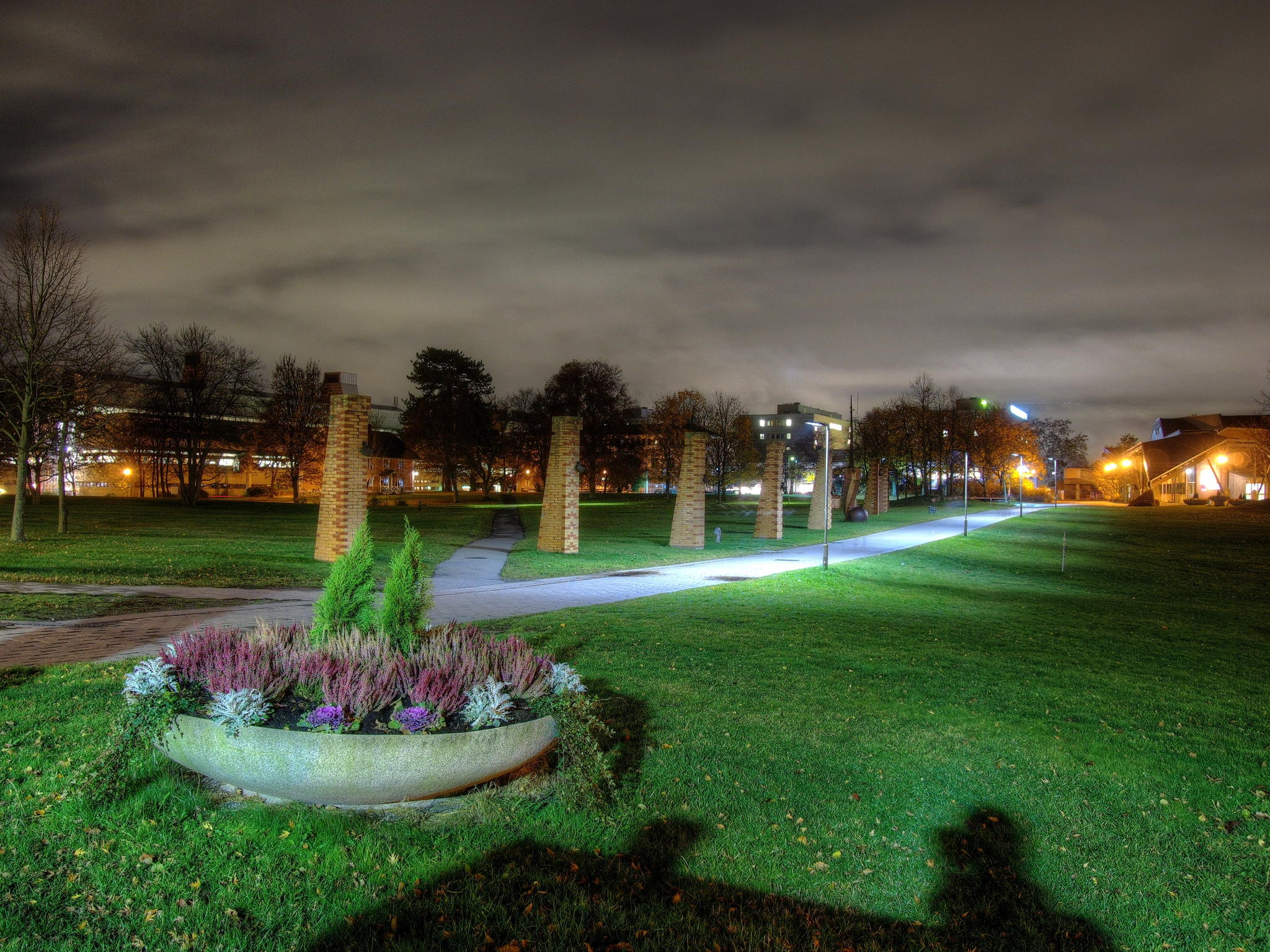
Університетське містечко (Фрескаті) з підсвіткою ввечері, 2013.
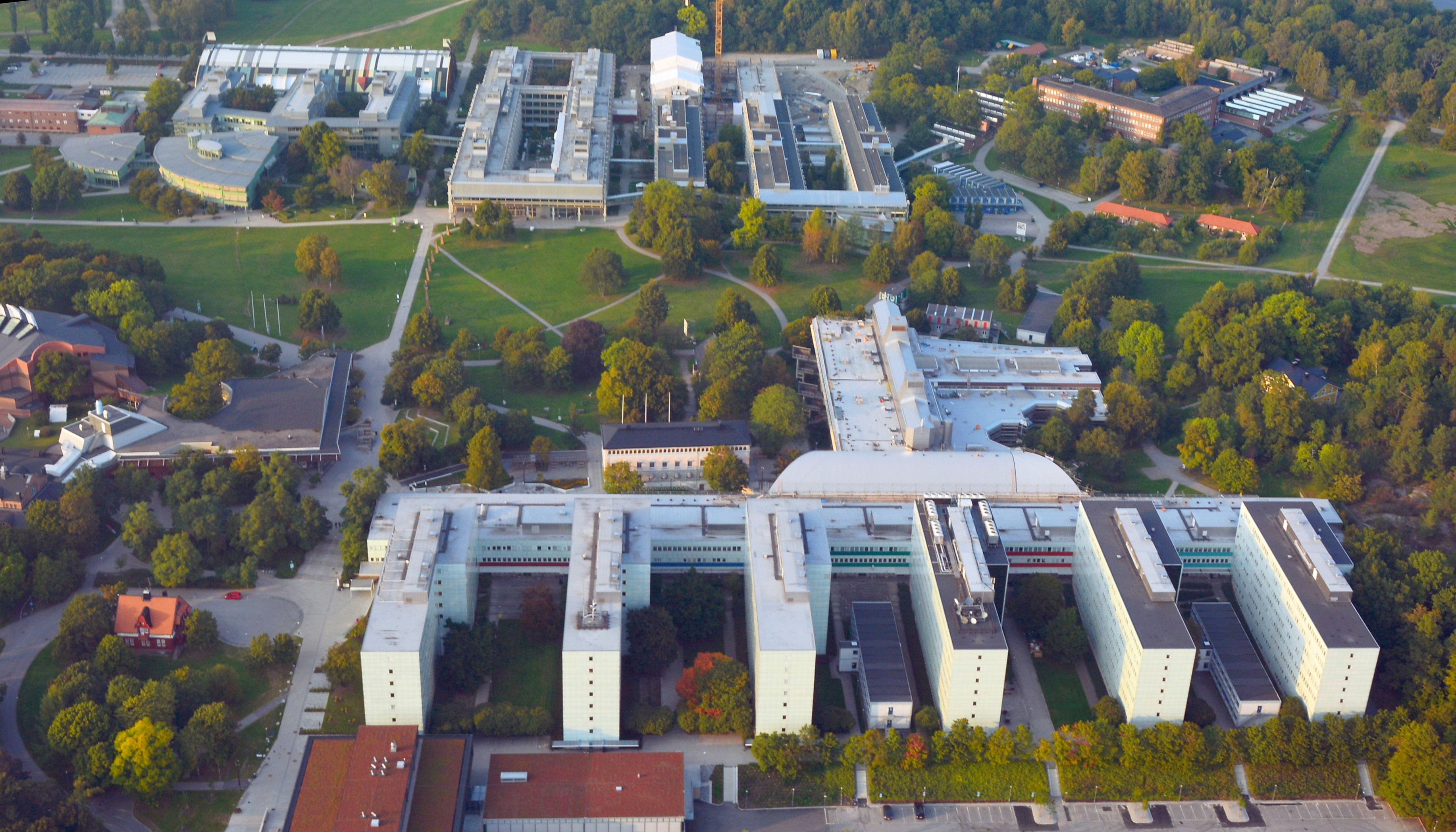
Погляд з неба, фото 2014.
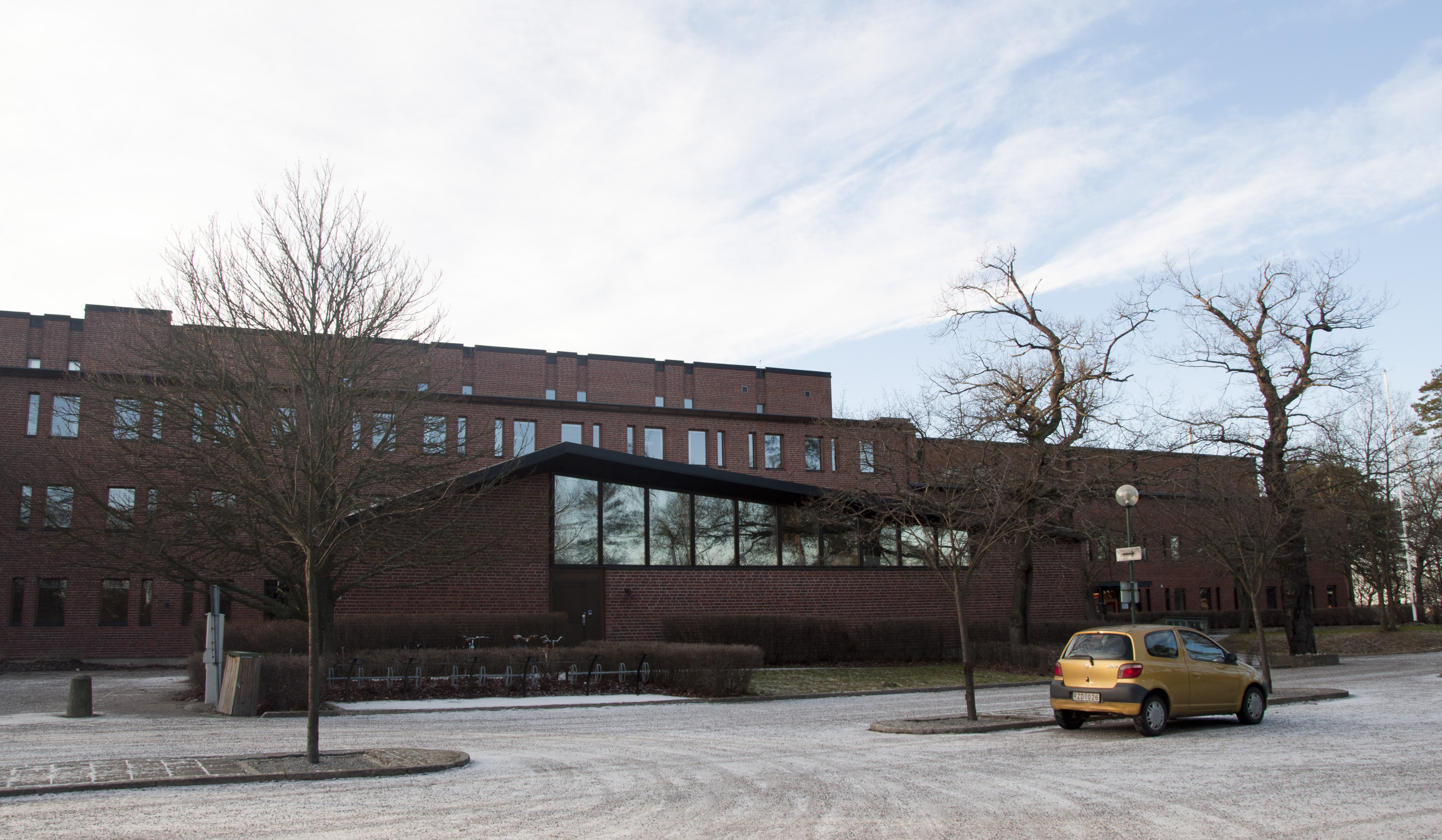
Ботанічний факультет університету, 2012.
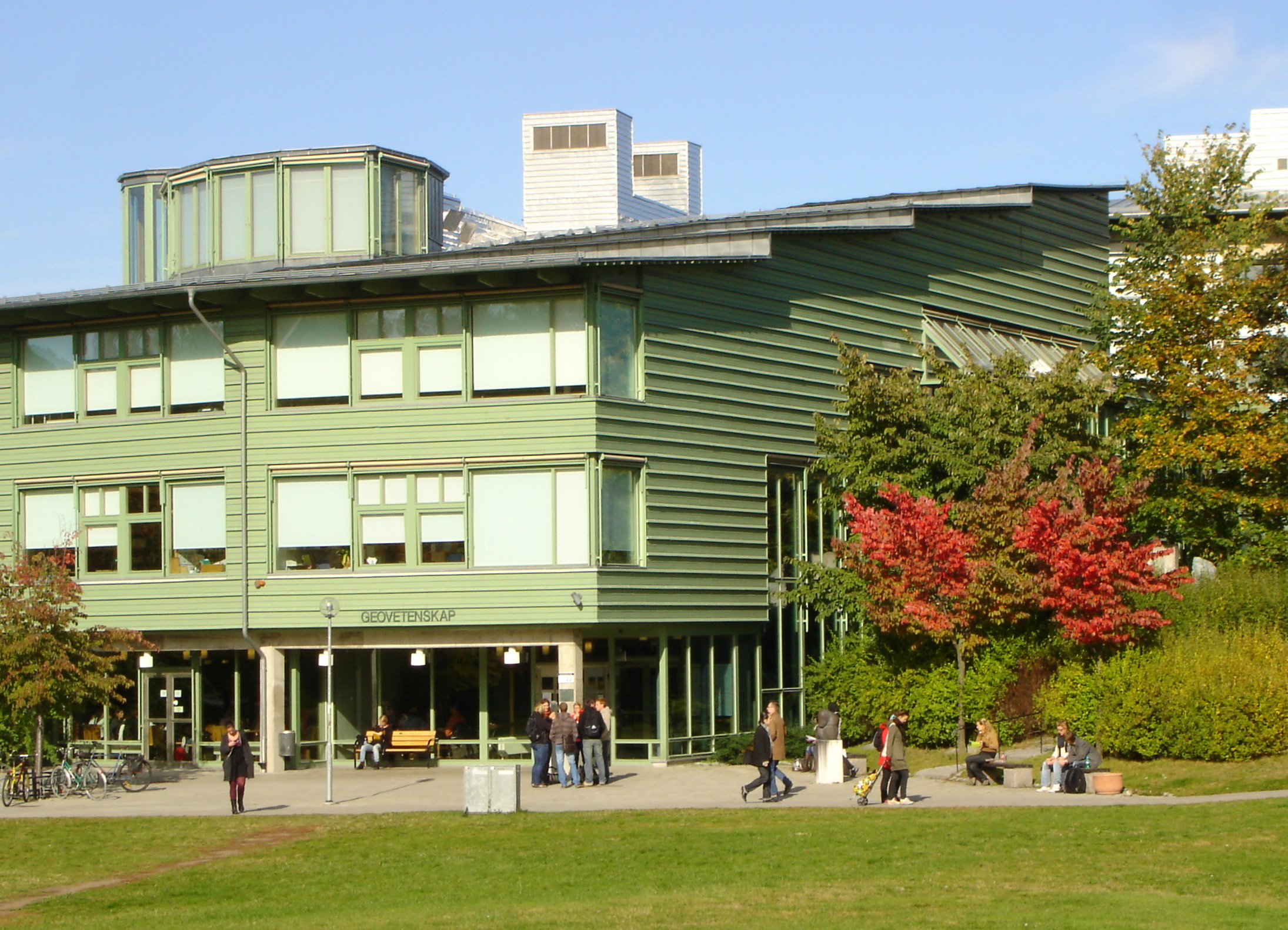
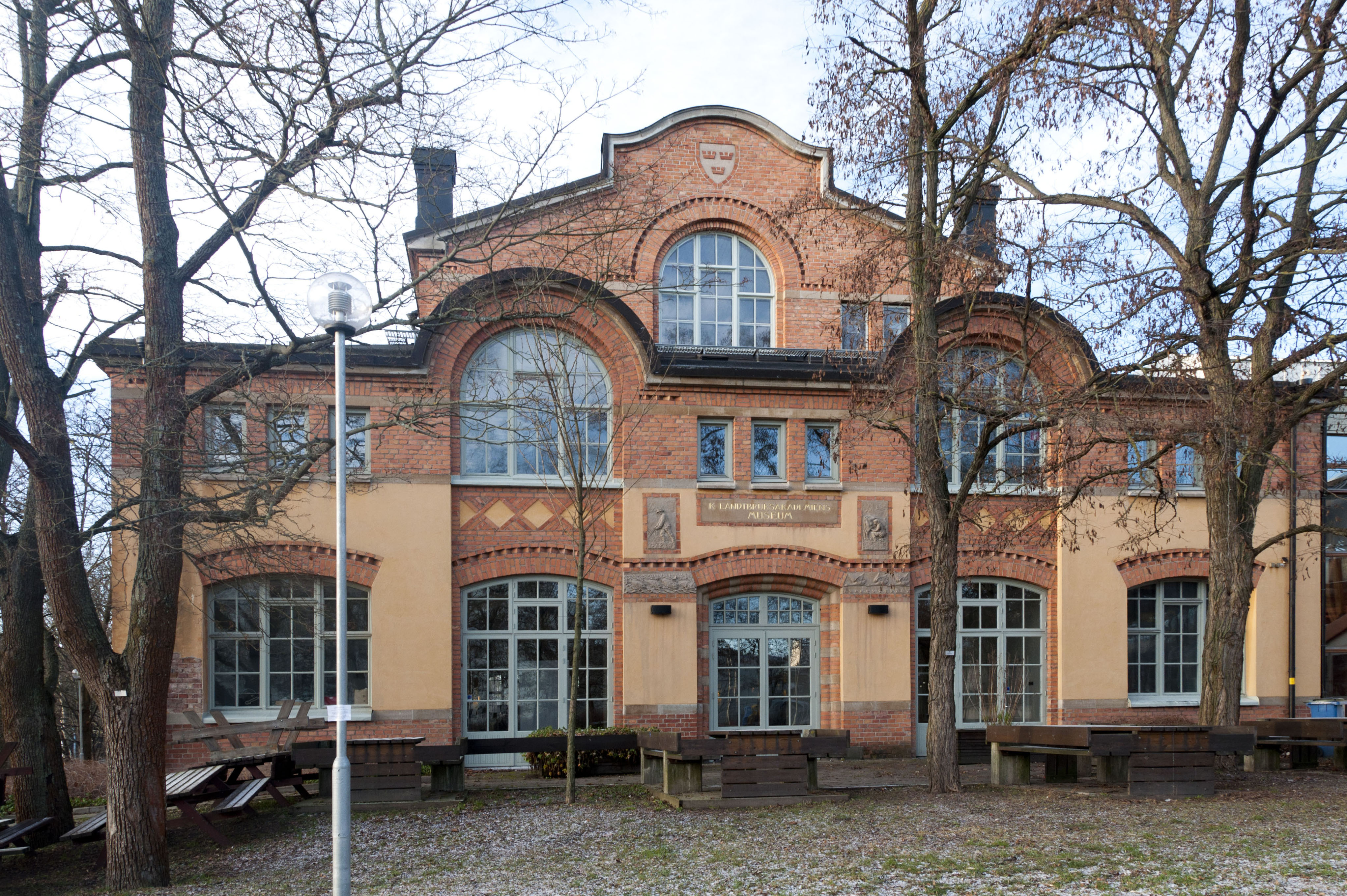
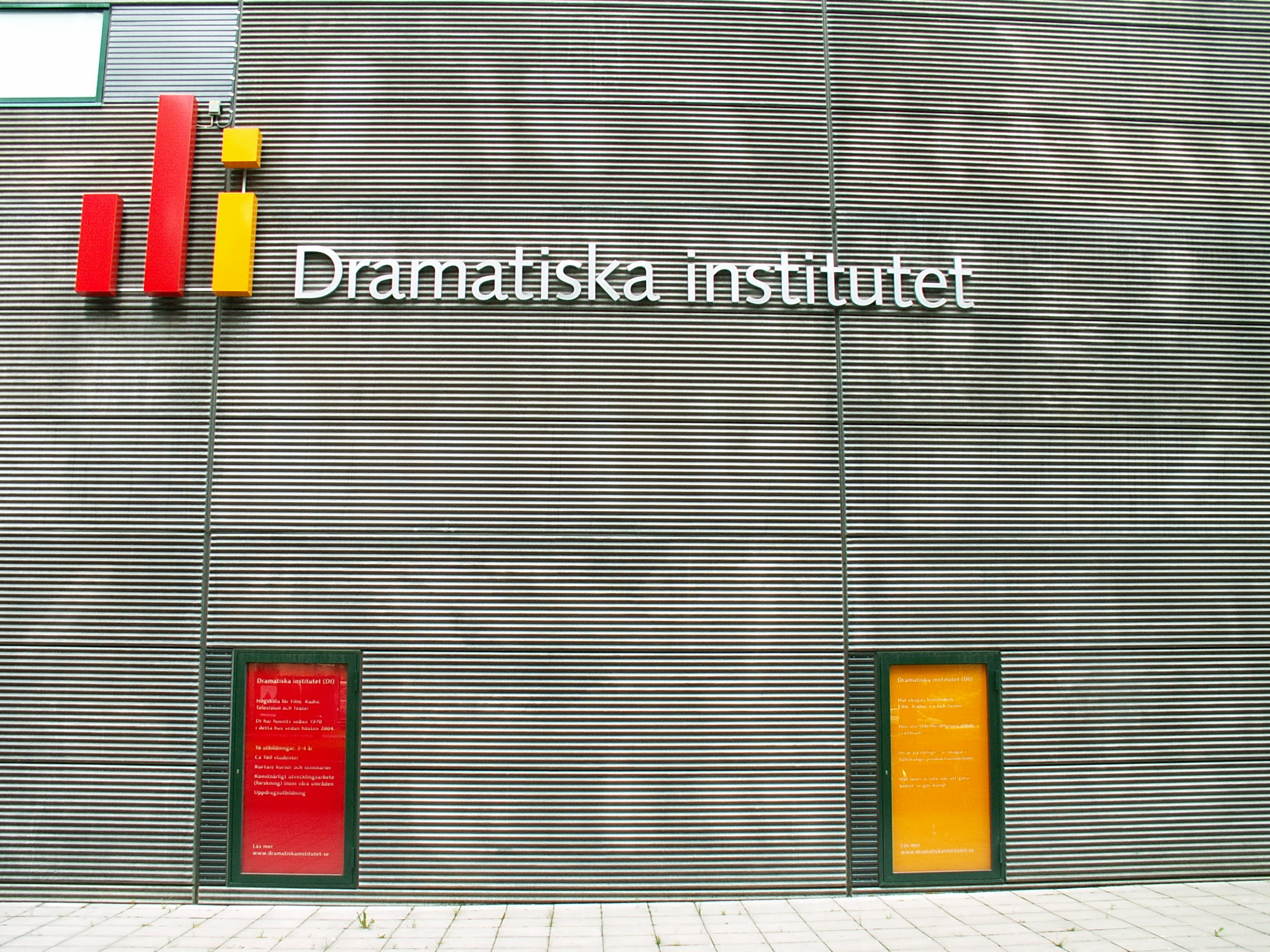
Факультет театру, кінематографії, радіо та телебачення

## Вчені університету
- Валборг Сюзанна Торселл (1919—2016) — шведський науковець, зоолог, доктор ветеринарної медицини,
- Ебба Гульт де Гєр (1882—1969) — шведський геолог.

## Університетська бібліотека
Для університетської бібліотеки вибудоване сучасне приміщення. У назві навмисно опущена частина бібліотека «Стокгольмського університету», тому що це декілька старовинних книгозбірень в одному закладі. Серед них — Бібліотека королівської (державної) академії наук, бібліотека гуманітарних наук, юридична, бібліотека суспільних наук. Загальна кількість видань — близько 1 500 000. Університетська бібліотека була комп'ютеризована ще до 1988 року. Бібліотека підключена до міжнародної системи, що дозволяло розшукувати необхідні видання у країнах Західної Європи та у бібліотеках Сполучених Штатів.

## Привілей Стокгольмського університету
Столичний університет має привілей, котрого позбавлені інші навчальні заклади і виші Швеції. Студентам Стокгольмського університету дароване право брати участь у церемонії нагород Нобелівською премією. Існує свій дрес-код (вимога до костюма на церемонії): студентки-дівчата — у білих сукнях, студенти-чоловіки — у чорних фраках, а на головах студентський картуз (або кашкет), відомий українцям по картузам студентів Балтійських країн.

## Відмінності від університетів України
Вони закладені вже в іншій системі освіти й профорієнтації. Навчання у середній школі Швеції триває дев'ять років. Наступний етап — гімназія з тестуванням учнів на наявність здібностей (і у якій галузі) чи їх відсутність. Гімназія відтак має право готувати когось зі здібностями до продовження освіти, а когось — лише до виробничої діяльності. Обов'язковим для випускників гімназії є або служба в армії, або праця за вибраним фахом до зарахування у виші.
Кандидати на навчання у виші (абітурієнти Швеції) не складають вступних екзаменів зовсім. Зарахування іде за середнім балом після гімназії, але вимога до середнього бала коливає і не збігається за роками.
Це не дуже поліпшує зарахування до закладів, бо треба непогано навчатися ще в школі і в гімназії і мати великий середній бал. Лімітом виступає і мінлива кількість місць, котре контролює Державне міністерство освіти за розрахунками, скільки фахівців і у яких галузях потрібно на окремий рік. Чим вище середній бал, тим вище конкурентоспроможність випускника гімназії, коли кількість місць обмежена на обраний факультет.
У Швеції не діє вікове обмеження для студентства. Виняток лише один — студент медик має бути молодшим до 45 років.
Тому серед першокурсників чимало людей у віці 27—30 років, одружених, дітних і зі стажем праці за якимось фахом. Ця система позбавляє багатьох випускників від гірких розчарувань в обраній професії, бо період пошуків себе відбувся вже до зарахування до вишу. Помилки профорієнтації вісімнадцятирічних (як в Україні) у Швеції швидше винятки.

## Стипендія і сплата її розміру у випускників
Стипендія у українських студентів невелика, але її не треба повертати державі.
Стипендія у студентів Швеції менша за розмір по безробіттю, але тільки шість її відсотків студент отримує без права повернути державі. Випускники університету Швеції мають повернути витрачену на їх освіту в університеті суму впродовж своєї практичної роботи до 50 років (тобто як довготривалий кредит). Існує і система виплати за навчання, розтягнута до шістдесяти п'яти (65) років. Якщо ви з багатої родини або маєте непогану зарплатню, то можете розрахуватись раніше. Але таких небагато. Мінливість економічної ситуації привчає бути обачливим і економним. Ще один обмежуючий фактор — загроза безробіття, добре відомий і в капіталістичній Україні.

## Студентське дозвілля
Воно і схоже і не схоже на студентське дозвілля в українських студентів. Стокгольмський університет має власні театр, гуртки, музичні ансамблі, дискотеки, університетський спортивний комплекс для різних видів спорту. Є близько 50 клубів за інтересами. Частка студентів через дорослість є членами різних політичних партій, але контроль за політичною діяльністю студентства набагато слабший, ніж це було хоч в Україні радянській, хоч в Україні капіталістичній.

## Відомі випускники
- Ірма Андерссон-Котто
- Інгмар Бергман
- Альва Мюрдаль
- Енн-Марі Еклунд Левіндер
- Лінус Торвальдс
- Улоф Пальме
- Фредрік Райнфельдт
- Мадлен, принцеса Швеції
- Дольф Лундгрен
- Елія (Валґрен)